# یکپارچه‌سازی کلان‌مقیاس
یکپارچه‌سازی در مقیاس کلان یا وی‌اِل‌اِس‌آی (به انگلیسی: Very-large-scale integration (VLSI)‎)؛ شاخه‌ای از مهندسی الکترونیک است که به بررسی یکپارچه‌سازی (مجتمع‌سازی) مدارهای خیلی پیچیده در یک مجموعه تراشه می‌پردازد.
VLSI فرایند ایجاد یک مدار مجتمع (IC) با ترکیب میلیون‌ها ترانزیستور MOS بر روی یک تراشه است.
این شاخه از الکترونیک به دو بخش کلی طراحی و پیاده‌سازی تقسیم شده است که در بخش پیاده‌سازی مباحث عملی مربوط به پیاده‌سازی مدارات یکپارچه در مقیاس بزرگ عنوان می‌شود. در بخش طراحی مباحث مربوط به طراحی با توجه به روش‌های پیاده‌سازی عنوان می‌شوند.
VLSI در دهه ۱۹۷۰ آغاز به کار کرد وقتی که تراشه‌های مدار مجتمع MOS به‌طور گسترده پذیرفته شدند و امکان توسعه فناوری‌های پیچیده نیم‌رسانا و مخابراتی را فراهم کردند. ریز پردازنده و حافظه نیمه هادی دستگاه‌های VLSI هستند. قبل از معرفی فناوری VLSI، بیشتر ICها عملکرد محدودتری داشتند. یک مدار الکترونیکی ممکن است از پردازنده، ROM، RAM و سایر منطق چسب تشکیل شده باشد. VLSI به شما اجازه می‌دهد طراحان IC همه این موارد را به یک تراشه اضافه کنند.

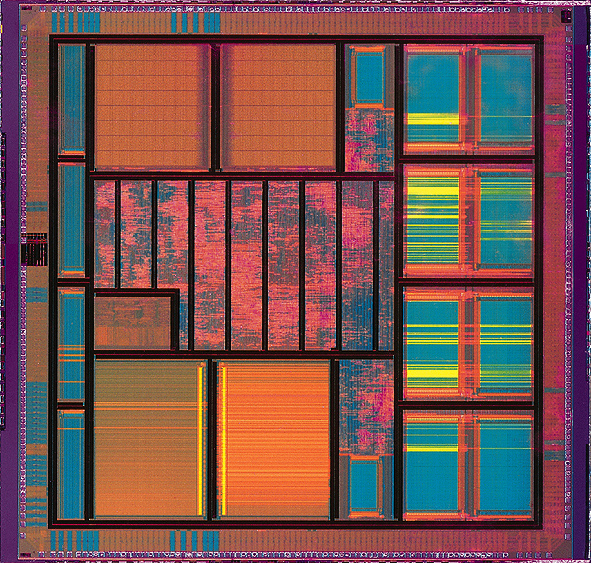
یک مدار مجتمع VLSI دای

### زمینه
تاریخچه ترانزیستور‌ها به دهه ۱۹۲۰ بازمی‌گردد هنگامی که چندین مخترع می‌خواستند دستگاه‌هایی را بسازند که بتواند جریان دیودهای حالت جامد را کنترل کنند و آنها را به ترایود تبدیل کنند. این موفقیت پس از جنگ جهانی دوم حاصل شد زمانی که برای ردیاب رادار از بلورهای سیلیکون و ژرمانیوم استفاده شد دانشمندانی که روی رادار کار کرده بودند دوباره به توسعه دستگاه حالت جامد بازگشتند. با اختراع اولین ترانزیستور در آزمایشگاه‌های بل در سال ۱۹۴۷، رشته الکترونیک از لوله‌های خلأ به دستگاه‌های حالت جامد تغییر یافت.
در دهه ۱۹۵۰ مهندسان برق با داشتن ترانزیستور‌های کوچک امکان ساخت مدارهای پیشرفته تر را پیدا کردند. اما با پیچیده‌تر شدن مدارها مشکلاتی به وجود آمد. یک مشکل اندازه مدار بود. یک مدار پیچیده مانند کامپیوتر به سرعت وابسته بود. اگر اجزا مدار بزرگ باشد، سیمهای متصل به آنها باید طولانی باشد. سیگنال‌های الکتریکی برای عبور از مدار زمان بر بودند، این اتفاق باعث کاهش سرعت کامپیوتر می‌شود.
این مشکل با اختراع مدار مجتمع حل شد. مدار مجتمع توسط جک کیلبی و رابرت نویس با قطعات و بلوک یکپارچه از مواد نیم رسانا ساخته شد. مدارها را می‌توان کوچک‌تر کرد و فرایند ساخت آن می‌تواند خودکار باشد. این فرایند باعث به وجود آمدن ایده ساخت کلیه اجزا در ویفر سیلیکونی تک بلوری شد که مقیاس کوچک آن (SSI) اوایل دهه ۱۹۶۰ و مقیاس متوسط آن (MSI) اواخر دهه ۱۹۶۰ ساخته شد.

### VLSI
ساخت آن در مقیاس بسیار بزرگ با تصویر گسترده ماسفت امکان‌پذیر شد که آن را ابتدا محمد محمد عطاالله و داوون کانگ در سال ۱۹۵۹ در آزمایشگاه‌های بل اختراع کردند. مفهوم ماسفت را برای اولین بار محمد محمد عطالله در سال ۱۹۶۰ و سپس داوون کانگ در سال ۱۹۶۱ ارائه دادند، هردو ی آن‌ها خاطرنشان کردند که این مفهوم برای ساخت مدارهای مجتمع بسیار مفید است. کمپانی General Microelectronics اولین مدار مجتمع تجاری ماسفت را در سال ۱۹۶۴ معرفی کرد. در اوایل دهه ۱۹۷۰، فناوری ماسفت امکان استفاده بیش از ده هزار ترانزیستور را در یک تراشه داد. این امر VLSI را در دهه‌های ۱۹۷۰ و ۱۹۸۰ با ده‌ها هزار ترانزیستور MOS روی یک تراشه (بعداً صدها هزار، سپس میلیون‌ها و اکنون میلیاردها) راه را برای VLSI هموار کرد.
در اولین تراشه‌های نیم رسانا دو ترانزیستور قرار داشت. پیشرفت‌های بعدی باعث شد ترانزیستورهای بیشتری ساخته شوند و درنتیجه باعث شد سیستم‌های بیشتر و پیشرفته تری ساخته شوند. اولین مدارهای مجتمع تنها چند دستگاه را در خود جای می‌داد تقریباً به اندازه ده دیود و همچنین ساخت یک یا چند دروازه منطقی روی آن امکان‌پذیر است. در گذشته به عنوان یکپارچه سازی در مقیاس کوچک (SSI) شناخته می‌شد، پیشرفت این روش باعث شد تا در آن بتوان دستگاه‌هایی با صدها دروازه منطقی قرارداد که به عنوان ادغام در مقیاس متوسط (MSI) شناخته می‌شوند. پیشرفت‌های بیشتر منجر به ادغام در مقیاس بزرگ (LSI)، یعنی سیستم‌هایی با حداقل هزار دروازه منطقی شد. فناوری کنونی از این علامت بسیار دورتر شده است و ریزپردازنده‌های امروزی دارای میلیون‌ها دروازه و میلیاردها ترانزیستور منفرد هستند.
زمانی، تلاش‌هایی برای نامگذاری و مدرج کردن سطوح مختلف ادغام در مقیاس بزرگ بالاتر از VLSI کردند. از اصطلاحاتی مانند یکپارچه سازی در مقیاس فوق‌العاده بزرگ (ULSI) استفاده شد. اما این نام گذاری به خاطر تفاوت‌ها در دروازه‌های منطقی و ترانزیستورها مورد بحث قرار گرفت اصطلاحاتی که در گذشته برای VLSI انتخاب شده بود دیگر به‌طور گسترده استفاده نمی‌شود.
در سال ۲۰۰۸، پردازنده‌های پیشرفته تر که در آن چند میلیارد ترانزیستور داشت به بازار آمد. با تولید نیم رسانا از نسل فرآیندهای ۶۵ نانومتری، این امر راحت تر شد. برخلاف طراحی‌های قدیمی، در طراحی‌های کنونی از طراحی‌های گسترده و منطق خودکار برای ساخت ترانزیستورها استفاده می‌شود که در عملکردهای منطقی سطح بالاتری از پیچیدگی را شامل می‌شود. برخی از بلوک‌های منطقی با عملکرد بالا مانند سلول SRAM (حافظه دسترسی تصادفی ثابت) هنوز هم با دست طراحی شده‌اند تا بالاترین بازده را تضمین کنند.

## طراحی ساختاری
طراحی VLSI ساختار یافته یک روش مدولار (قطعه قطعه) است که توسط کارور مید و لین کانوی برای صرفه جویی در منطقه میکروچیپ با به حداقل رساندن سطح پارچه‌های بهم پیوسته ایجاد شده است. این امر با چیدمان تکراری بلوک‌های درشت مستطیلی به دست می‌آید که می‌توان آن را به وسیله سیم کشی پایه به یک دیگر متصل کرد؛ مثلاً می‌توان طرح یک جمع‌کننده را به یک ردیف سلول قطعه قطعه با بیت‌های برابر تقسیم کرد. در طراحی‌های پیچیده این ساختار بندی ممکن است با تودرتو سلسله مراتبی حاصل شود.
طراحی VLSI ساختار یافته در اوایل دهه ۱۹۸۰ محبوب بود، اما بعدها محبوبیت خود را از دست داد به دلیل به وجود آمدن ابزار مسیر یابی، مساحت زیادی با مسیریابی هدر رفته و اشغال می‌شود درصورتیکه این مشکل با استفاده از قانون مور حل شده است. هنگام معرفی زبان توصیف سخت‌افزار KARL در اواسط دهه ۱۹۷۰، رینر هارتنشتاین اصطلاح "VLSI ساختار یافته" (در اصل به عنوان "طراحی LSI ساختار یافته") را ابداع کرد، و از رویه برنامه‌ریزی ادسگر دیکسترا با لانه سازی روش جلوگیری می‌کند تا از ساخت و ساز آشفته ساختار اسپاگتی جلوگیری کند.